# Selkirk rex

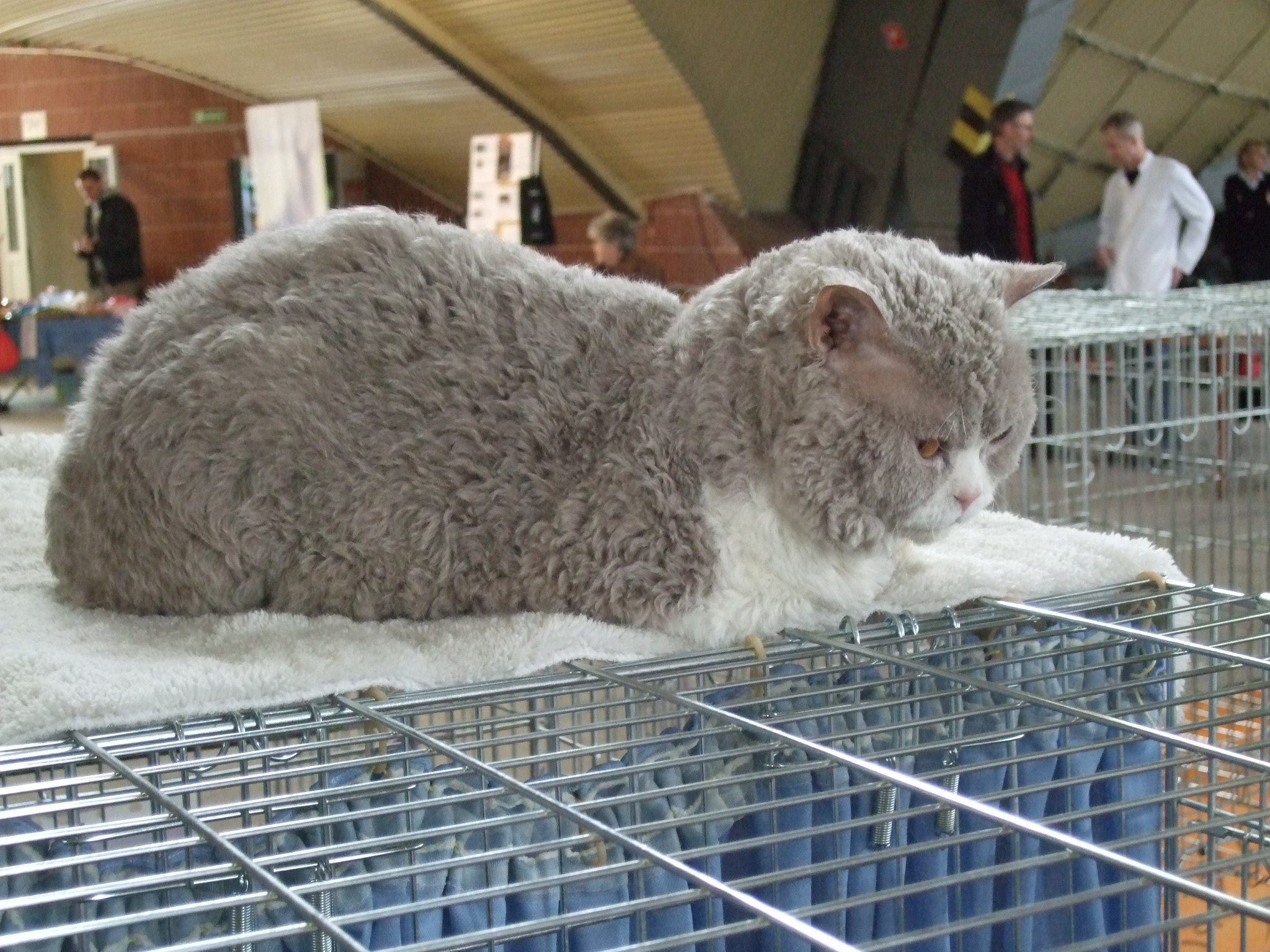
Blå & vit Selkirk Rex korthår

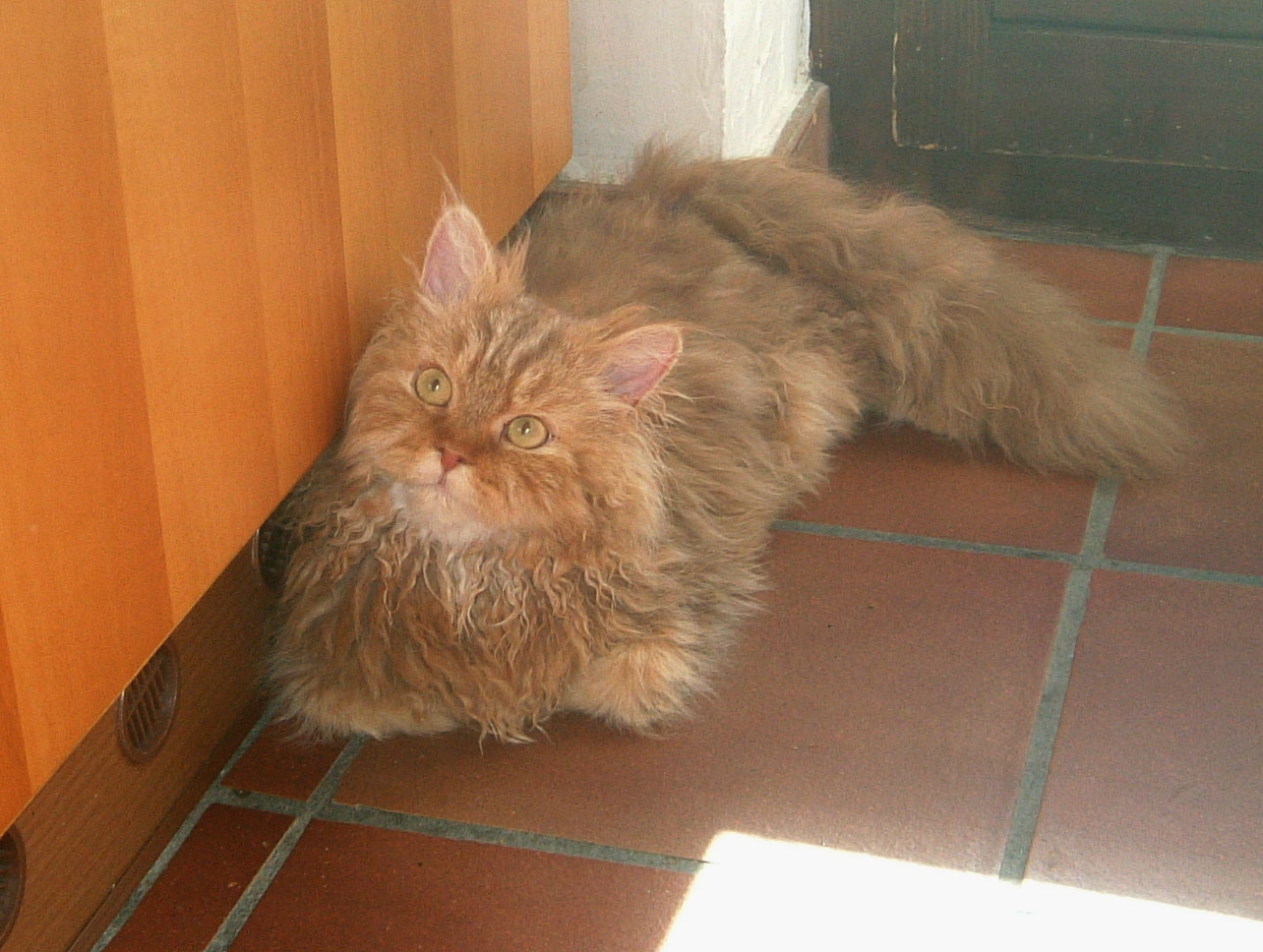
Kaneltabby Selkirk Rex långhår

Selkirk Rex är en relativt ovanlig kattras (rexkatt) som är godkänd i både korthårig och långhårig variant. Dess speciella kännetecken är en lockig, så kallad rexad, päls. I övrigt påminner Selkirk Rex om Perserkatten eller Brittiskt korthår. Båda dessa kattraser används också inom aveln på Selkirk Rex.

## Historia
1987 hittades en lockig huskatt som inte liknade någon etablerad ras i USA. Honan omhändertogs & man kontaktade perseruppfödaren Jeri Newman då man kände till hennes stora genetikintresse. Jeri tog hand om katten & döpte henne till Miss DePesto of NoFace, kallad "Pest". Honan parades med en av Jeris hanar, en Perser. I kullen föddes några släthår & några lockiga ungar - av det kunde man dra slutsatsen att Pest bar på ett dominant anlag för lockighet. Detta i sig var en sensation då det kunde konstateras att man snubblat över en helt ny pälsmutation. Miss DePesto har lagt grunden till aveln på Selkirk Rex & alla Selkirks är besläktade med henne. Första kattförbund att fullt godkänna rasen var TICA 1994. Idag är rasen godkänd inom de flesta förbund, senaste stora godkännandet var i förbundet FIFe år 2017.

## Utseende & temperament
Selkirk Rex är en ras som kännetecknas av den lockiga pälsen, därför är den godkänd i alla mönster, ögon- och pälsfärger. En Selkirk Rex lockar kan variera något mellan individerna, delvis beroende på om den är homozygot eller heterozygot lockig – det homozygota anlaget förbättrar lockarna som blir tydligare och mer definierade. Kroppsbyggnaden skall vara kraftigt och muskulöst byggd med en rejäl benstomme. De är medium till stora katter. Huvudet ska vara rundat, ögonen skall vara runda & öppna med ett "sweet expression" och noskuddarna skall vara rektangulärt formade eller kvadratiskt formade (beroende på vilket kattförbunds rasstandard man läser). 
Selkirken är en mycket tillgiven ras som ofta beskrivs som knasig med ständigt nya upptåg. De är förhållandevis lugna katter och passar bra som familjekatter, men också utmärkt för den ensamstående. De kan behöva en kattkompis eller annat sällskap om ägaren är borta mycket från hemmet. Som alla katter behöver de borstas igenom så att pälsen inte tovar, om man vill att lockarna skall komma till sin rätt kan de behöva badas vid behov.

## Uppfödning
Att föda upp Selkirk Rex skiljer sig inte från andra kattraser. Det är dock viktigt, som alltid, att uppfödaren (ägaren till honkatten) noggrant läser de regler som gäller i det förbund där uppfödaren är medlem, för att kunna registrera avkomman som Selkirk Rex. Beroende på om katterna har enkel eller dubbel uppsättning av Selkirk Rex-genen som orsakar lockighet kan uppfödare få rakpälsade avkommor efter heterozygot lockiga föräldrar, ibland kallade "Selkirk Straight" (se nedan). Om en av föräldrarna är homozygot lockig kan det bara bli lockiga avkommor efter denna.

### Utparningar
Som uppfödare kan man göra så kallade "utparningar" (kontrollerade raskorsningar i syfte att bredda den genetiska basen), men exakt hur man går till väga för att få godkända avkommor är upp till varje förbund att bestämma. Generellt sett är det idag enklare att föda upp Selkirk Rex i förbund som WCF och TICA till exempel, om man planerar att göra utparningar.  Vanliga kattraser som används för utparningar är Brittiskt korthår, Perser och Exotic.

### Rakhåriga Selkirk Rex – "Selkirk Straight"
Selkirk Straight kallas de rakhåriga katter som förekommer bland Selkirk Rex – de registreras dock som rakhåriga (också kallade "släthår") Selkirk Rex. De rakhåriga Selkirkarna får inte ställas ut, men de går att använda i avelssammanhang. Då får de inte paras med rakhåriga Selkirks, de måste paras med en lockig partner. 

## Selkirk Rex & Sverige
Rasen har funnits i Sverige sedan 2004 då de första exemplaren importerades från Australien av kattuppfödaren Renée Strand (S*Ayur-kittens). Honan Pemberne Love At First Sight och hanen Jengari Lakota White Cloud, båda långhår. Detta var även de första rasexemplaren i Skandinavien. Sedan dess har fler det tillkommit fler uppfödare och idag finns det en handfull aktiva uppfödare i Sverige och Norden.